# Scientificité
Pour un article plus général, voir Science.
La scientificité est le « caractère de ce qui répond aux critères de la science ».

## Définition
C'est la qualité des pratiques et des théories prédictives qui cherchent à établir des régularités reproductibles, mesurables et réfutables dans les phénomènes par le moyen de la mesure expérimentale, et à en fournir une représentation explicite.[réf. nécessaire]
Selon Karl Popper, « le critère de la scientificité d’une théorie réside dans la possibilité de l’invalider, de la réfuter ou encore de la tester ».
Pour réfuter une théorie, il suffit d'établir qu'elle produit deux propositions contradictoires ou une prédiction contredite par un phénomène reproductible. Il s'ensuit que pour valider la même théorie, il  faudrait s'assurer qu'elle ne peut jamais produire deux assertions contradictoires ni jamais être contredite par l’occurrence d'un phénomène reproductible qu'elle prédisait impossible[réf. souhaitée] : c'est le fondement épistémologique de l'humilité fondamentale de la démarche scientifique.[réf. nécessaire]